# Уолъсова линия
Уолъсовата линия представлява границата на биогеографската преходна област между азиатската и австралийската фауна, преминаваща между островите Бали и Ломбок и между Борнео и Сулавеси. Наречена е в чест британския природоизследовател Алфред Ръсел Уолъс, който я обозначава през 1859 г. На запад от линията се срещат организми, присъщи за Азия, а на изток от нея се срещат видове от смесен азиатско-австралийски произход. Уолъс забелязва това ясно разграничение по време на пътуванията си из Малайския архипелаг през 19 век.
Разстоянието между островите Бали и Ламбок е малко – около 35 km. Разпределението на много видове птици също се придържа към линията, тъй като много птици не прелитат дори над къси участъци открито море. Някои видове прилепи имат разпространение, което пресича линията, но по-големите наземни бозайници като цяло са ограничени от едната или другата страна. Изключение правят макаците, прасетата и семейство Tarsiidae на Сулавеси. Други групи растения и животни показват различни модели на разпределение, но общият модел е особено последователен. Следва да се отбележи, че флората не се придържа към Уолъсовата линия до такава степен, колкото фауната. Един род, който не пресича линията, е австралийският евкалипт.

## История
Антонио Пигафета е описал биологическия контраст между Филипините и Молукските острови през 1521 г. по време на продължение на пътешествието на Фернандо Магелан, след като Магелан е убит на Мактан. Освен това, както отбелязва и Уолъс, наблюденията на разликите във фауната между двата региона вече са проведени по-рано от английския мореплавател Джордж Уиндзор Ърл. Ърл описва в памфлет, публикуван през 1845 г., как плитките морета свързват островите на запад (Суматра, Ява и т.н.) с азиатския континент и имат сходна природа, а островите на изток (Нова Гвинея) са свързани с Австралия и се характеризират с наличието на торбести бозайници. Уолъс използва обширните си пътувания в региона, за да предложи линия източно от Бали, тъй като „всички острови източно от Борнео и Ява образуват част от австралийски или тихоокеански континент, от който са били отделени“. Самото наименование „Уолъсова линия“ е използвано за пръв път от Томас Хъксли през 1868 г. в документ, изпратен на Лондонското зоологическо дружество, в който показва линия западно от Филипините. Проучванията на Уолъс за Индонезия демонстрират зараждащата се теория на еволюцията горе-долу по същото време, когато Джоузеф Далтон Хукър и Ейса Грей публикуват есетата си, подкрепящи хипотезата на Чарлс Дарвин.

## Биогеография
Разбирането на биогеографията на региона се основава на връзката на древните морски равнища с континенталните шелфове. Уолъсовата линия е видима географски, когато се изследват контурите на континенталния шелф. Тя може да бъде видяна под формата на дълбоководен канал, който маркира югоизточния ръб на Зондския шелф, свързващ Борнео, Бали, Ява и Суматра под вода с континенталната част на Югоизточна Азия. По подобен начин Австралия е свързана чрез Сахулския шелф с Нова Гвинея.
По време на ледниковия период през кватернер, когато морското равнище е било до 120 m по-ниско от днешното, Азия и Австралия са били свързани с това, от което днес са останали острови по техните съответни континентални шелфове, но дълбоките води между тези две области на континентални шелфове представляват бариера в продължение на над 50 милиона години, която държи флората и фауната на Австралия отделена от тези на Азия. Уоласеа е биогеографски регион от острови, които не са били свързани по суша с която и да е от континенталните маси и следователно са населени от организми, способни да преминават протоците между островите. През тази преходна зона преминава Веберовата линия (източно от Уолъсовата линия), кръстена в чест на Макс Карл Вилхелм Вебер. Видове, които се срещат само от азиатската страна включват тигри и носорози, докато торбестите бозайници и еднопроходните се срещат само източно от линията.